# Route périphérique (Winnipeg)

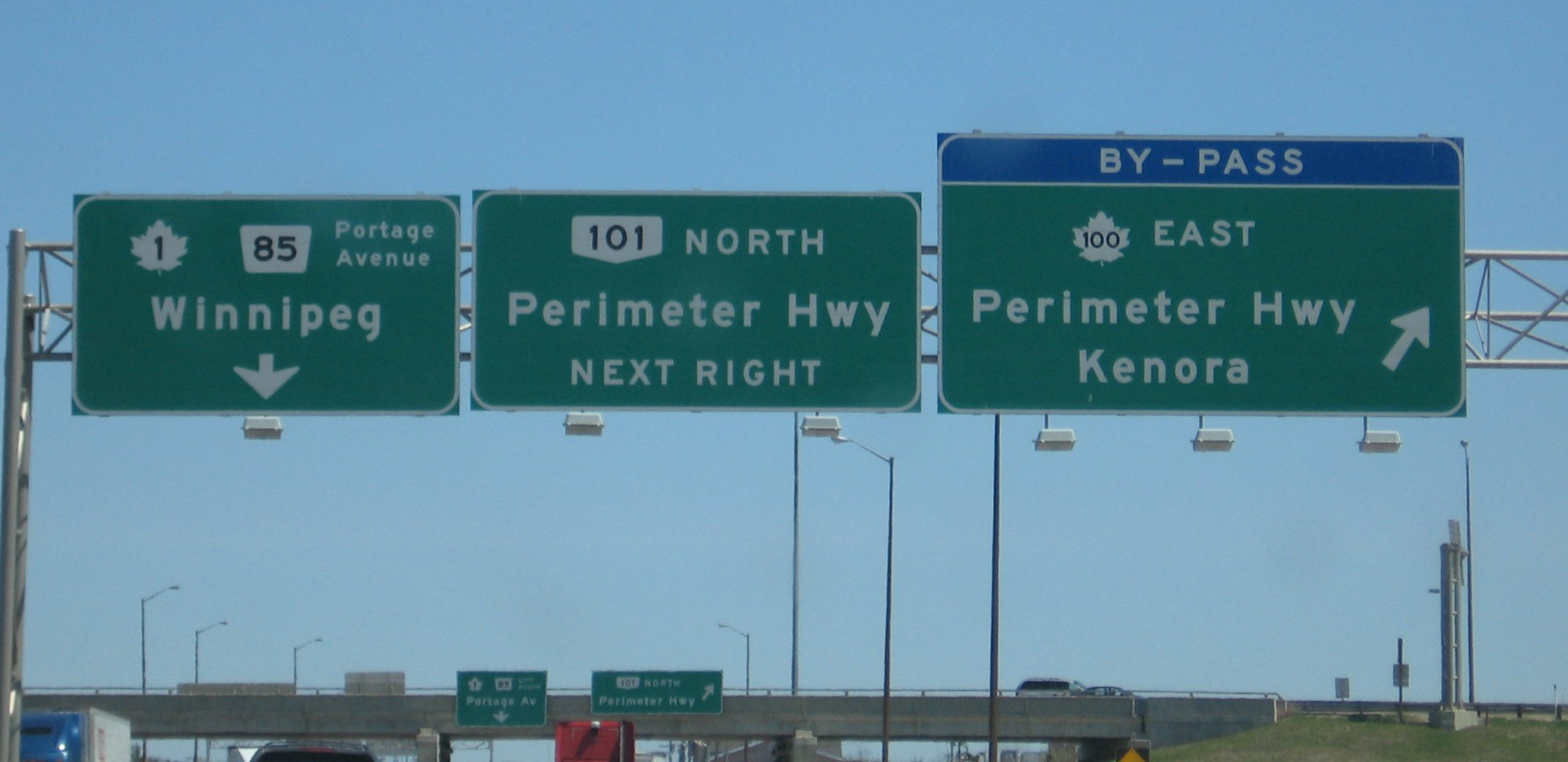
Échangeur de Portage Avenue

Les Routes 100 et 101, collectivement nommées la Route périphérique, forment une route de ceinture autour de Winnipeg, au Manitoba. La route parcourt environ 90 km (56 mi) et constitue la frontière non-officielle de la ville, bien qu'environ le trois quarts de la route ne soit pas dans les limites de la ville, mais à l'extérieur de celles-ci.

## Description du tracé
La route de ceinture consiste en deux routes provinciales reliées aux deux intersections avec la route 1, à l'ouest et à l'est de Winnipeg. La route périphérique Nord est officiellement désignée PTH 101 et la route périphérique Sud est officiellement désignée comme PTH 100 et fait partie du réseau transcanadien. L'entièreté de la route compte quatre voies et possède des intersections à niveau et des échangeurs.

## Intersections majeures
Les numéros de sorties débutent à Fermor Avenue et augmentent dans le sens horaire.
| Division                                | Ville                                  | km    | Sortie                          | Destinations                                                                   | Notes |
| --------------------------------------- | -------------------------------------- | ----- | ------------------------------- | ------------------------------------------------------------------------------ | --- |
| No. 12                                  | Springfield                            | 0,00  | 1                               | PTH-1 (Fermor Avenue) vers Route 135 – Kenora PTH-101 nord (Perimeter Highway) | Échangeur; indiqué sortie 1A (ouest) et 1B (est); sortie 348 de la PTH-1; la PTH-100 est devient la PTH-101 nord                                  |
| No. 11                                  | Winnipeg                               | 6,80  | 8                               | PTH-59 / Route 20 nord (Lagimodiere Boulevard) – Saint-Pierre-Jolys            | Échangeur |
| No. 11                                  | Winnipeg                               | 8,40  | Traverse la rivière Seine       | Traverse la rivière Seine                                                      | Traverse la rivière Seine |
| No. 11                                  | Winnipeg                               | 8,80  |                                 | Route 150 nord (St. Anne's Road)                                               | Intersection à niveau |
| No. 11                                  | Winnipeg                               | 12,40 | 14                              | PR 200 sud / Route 52 nord (St. Mary's Road) – Saint-Adolphe, Niverville       | Échangeur; terminus nord de la PR 200 |
| No. 11                                  | Winnipeg                               | 14,00 | Traverse la rivière Rouge       | Traverse la rivière Rouge                                                      | Traverse la rivière Rouge |
| No. 11                                  | Winnipeg                               | 15,90 | 18                              | PTH-75 sud / Route 42 nord (Pembina Highway) – Emerson                         | Échangeur; indiqué sortie 18A (nord) et 18B (sud); terminus nord de la PTH-75                                                                     |
| No. 11                                  | Winnipeg                               | 17,90 |                                 | Route 90 (Kenaston Boulevard) vers Route 80 Waverly Street)                    | Intersection à niveau |
| No. 10                                  | Macdonald                              | 21,40 |                                 | PR 330 sud – La Salle                                                          | Terminus nord de la PR 330 |
| No. 10                                  | Macdonald                              | 26,80 |                                 | PTH-2 ouest (Red Coat Trail) – Treherne, Souris                                | Intersection à niveau; terminus est de la PTH-2; accès vers PTH-2 ouest depuis PTH-100 ouest et accès depuis PTH-2 est vers PTH-100 est seulement |
| No. 10                                  | Macdonald                              | 28,00 |                                 | PTH-3 / Route 155 (McGillivray Boulevard) vers PTH-2 – Oak Bluff, Carman       | Intersection à niveau |
| No. 11                                  | Winnipeg                               | 35,30 |                                 | PR 427 ouest / Route 145 est (Wilkes Avenue)                                   | Échangeur; terminus est de la PR 427 |
| No. 11                                  | Winnipeg                               | 38,10 | 40                              | PR 241 ouest / Route 105 est (Roblin Boulevard) – Headingley                   | Échangeur; terminus est de la PR 241; indiqué sortie 40A (est) et 40B (ouest) en direction anti-horaire                                           |
| No. 11                                  | Winnipeg                               | 38,60 | Traverse la rivière Assiniboine | Traverse la rivière Assiniboine                                                | Traverse la rivière Assiniboine |
| No. 11                                  | Winnipeg                               | 40,00 | 42                              | PTH-1 / Route 85 est (Portage Avenue) – Brandon PTH-100 / PTH-101              | Échangeur; indiqué sortie 42A (ouest) et 42B (est); sortie 318 de la PTH-1; la PTH-100 ouest devient la PTH-101 est                               |
| No. 11                                  | Winnipeg                               | 40,70 |                                 | Route de service – Assiniboia Downs                                            | Direction sud (anti-horaire) seulement |
| No. 11                                  | Winnipeg                               | 43,10 | 45                              | PTH-190 est (CentrePort Canada Way)                                            | Échangeur; indiqué sortie 45A (est) et 45B (ouest)                                                                                                |
| No. 14                                  | Rosser                                 | 48,50 | 50                              | PR 221 (Rosser Road) – Marquette, Rosser                                       | Échangeur |
| No. 14                                  | Rosser                                 | 52,10 |                                 | PTH-6 nord – Ashern, Grand Rapids, Thompson                                    | Intersection à niveau; terminus sud de la PTH-6                                                                                                   |
| No. 14                                  | Rosser                                 | 57,90 | 60                              | PTH-7 nord / Route 90 sud (Brookside Boulevard) – Aéroport, Stonewall, Arborg  | Échangeur; indiqué sortie 60A (sud) et 60B (nord); terminus sud de la PTH-7                                                                       |
| No. 13                                  | West Saint-Paul                        | 62,80 |                                 | PR 409 nord (Pipeline Road)                                                    | Terminus sud de la PR 409 |
| No. 13                                  | West Saint-Paul                        | 66,80 | 69                              | PTH-8 nord / Route 180 sud (McPhillips Street) – Gimli                         | Échangeur; indiqué sortie 69A (sud) et 69B (nord); terminus sud de la PTH-8                                                                       |
| No. 13                                  | West Saint-Paul                        | 69,60 | 71                              | PTH-9 nord / Route 52 sud (Main Street) – Selkirk                              | Échangeur; indiqué sortie 71A (sud) et 71B (nord); terminus sud de la PTH-9                                                                       |
| No. 13                                  | Limite East Saint-Paul–West Saint-Paul | 70,30 | Traverse la rivière Rouge       | Traverse la rivière Rouge                                                      | Traverse la rivière Rouge |
| No. 13                                  | East Saint-Paul                        | 70,70 | 72                              | PR 204 nord / Route 42 sud (Henderson Highway) – Lockport                      | Échangeur; terminus sud de la PR 204 |
| No. 13                                  | East Saint-Paul                        | 73,00 | 76                              | PTH-59 / Route 20 sud (Lagimodiere Boulevard) – Grand Beach                    | Échangeur; indiqué sortie 76A (nord) et 76B (sud)                                                                                                 |
| No. 11                                  | Limite Springfield– Winnipeg           | 83,60 |                                 | PTH-15 est / Route 115 ouest (Dugald Road) – Dugald, Anola                     | Intersection à niveau; terminus ouest de la PTH-15                                                                                                |
| No. 12                                  | Springfield                            | 89,50 | 1                               | PTH-1 (Fermor Avenue) vers Route 135 – Kenora PTH-101 nord (Perimeter Highway) | Échangeur; indiqué sortie 1A (ouest) et 1B (est); sortie 348 de la PTH-1; la PTH-101 sud devient la PTH-100 ouest                                 |
| No. 12                                  | Springfield                            | 0,00  | 1                               | PTH-1 (Fermor Avenue) vers Route 135 – Kenora PTH-101 nord (Perimeter Highway) | Échangeur; indiqué sortie 1A (ouest) et 1B (est); sortie 348 de la PTH-1; la PTH-101 sud devient la PTH-100 ouest                                 |
| - Accès incomplet - Transition de route |                                        |       |                                 |                                                                                | |